# When I Was Young
When I Was Young é o segundo extended play (EP) da cantora e compositora dinamarquesa MØ, lançado em 26 de outubro de 2017, pela Sony Music.

## Fundo temático e desenvolvimento
O trabalho apresenta seis faixas inéditas que exploram a sonoridade da cantora desde a estreia, caminhando entre influências da parceria com Diplo e o Major Lazer e inserindo novos temas que devem servir de prelúdio para o segundo álbum.
O EP começa com a sombria “Roots”, faixa raivoso e desdenhosa que nos remete aos primeiros singles da cantora. A produção crescente e recheada de synths envolventes são os ingredientes que mais amamos na receita de MØ. A música funciona como uma deliciosa introdução da obra.
“When I Was Young” é o carro-chefe do EP e já possui um lyric-vídeo que exemplifica a fase atual da dinamarquesa. A canção é reggaepop sintetizado e cintilante bem produzido que explora influências do eletrônico atual, cada vez mais enraizado no trap e tropical house. O refrão, diga-se de passagem, é uma delícia e cresce à medida em que você o experimenta.
A terceira faixa do EP chama-se “Turn My Heart to Stone”. Nesta composição, MØ abre seu coração para temas sensíveis, como relacionamentos amargos em tom sentimental. O que mais nos aproxima da faixa é a forma como ela é apresentada: uma produção contida que, durante o refrão, exala delicadeza e profundidade. Certamente, um dos pontos altos do EP e que mostra certa maturidade sonora depois de ter lançado faixas tão comerciais.
"Linking With You” e a inusitada “Bb” não fogem muito do que a cantora vinha fazendo nos últimos anos. Ambas as canções continuam apostando em temas amorosos e sentimentais, enquanto mergulham novamente nas influências do trap e future bass.
Por último, “Run Away” é o desfecho épico de qualquer lançamento da artista, inclusive em apresentações ao vivo.
Trata-se de uma composição semi-acústica, cortejada por guitarras melódicas, violões e sintetizadores cativos. A voz da artista é a protagonista em toda a canção, que cresce vagarosamente na medida em que vai se despedindo do EP.

## Lançamento
Lançado de surpresa em 26 de outubro de 2017, o EP intitulado When I Was Young, é composto de músicas que MØ escreveu ao longo de quatro anos desde o lançamento de No Mythologies to Follow (2014). Em um texto de agradecimento no dia do lançamento do trabalho, MØ escreveu:
| “ | Estou muito, muito entusiasmada por finalmente lançar mais do que apenas uma música, e finalmente conseguir um pequeno trabalho para mostrar as diferentes nuances do que venho fazendo. | ” |

Em 30 de outubro de 2017, MØ anunciou uma turnê norte-americana em parceria com o DJ norueguês Cashmere Cat intitulada "Meøw Tour" em apoio ao EP. A turnê acontecerá de janeiro a fevereiro de 2018.

## Composição
Em seu Instagram e em uma entrevista para a V Magazine, MØ descreveu sobre o que se trata cada uma das músicas presentes no EP:
- Roots: "Eu escrevi essa música pouco antes do lançamento do meu álbum de estréia  No Mythologies to Follow no início de 2014. Lembro-me de estar sentada em meu quarto em Copenhague. O tema da traição foi originalmente de uma música que comecei com um antigo projeto triphop todo o caminho de volta em 2011/2012. Mas eu terminei a escrita logo antes do meu álbum de estreia e lembro de ter me sentindo inquieta e ansiosa - como se eu não soubesse de onde eu pertencia mais. Mas foi um bom sentimento, ao mesmo tempo em que eu sabia que estava no começo de uma nova área na minha vida. Assustador, mas excitante! Acordei em 2017 e percebi que sentia o mesmo. Então eu decidi fazer da faixa Roots como a abertura do EP. A música é sobre a busca da sua alma."[15][16]
- When I Was Young: "Como o título revela, esta música é sobre olhar para trás. Trata-se da saudade de um passado perdido e do sentimento de liberdade e juventude. Eu fiz essa música junto com um pequeno grupo de pessoas com quem eu adoro escrever e nossa principal inspiração foi simplesmente o sentimento de envelhecer e realmente não querendo enfrentar as obrigações e responsabilidades mais madura da  realidade da vida e da idade adulta. Nós sempre glorificamos o passado e a nossa juventude (embora o fato seja que não era fácil de ser uma adolescente confusa!) E essa música está fazendo exatamente isso. Nostalgia sempre foi um jogador-chave na minha causa de escrever dentro desse espaço, acho uma grande inspiração. Pode parecer triste, mas para mim é um sentimento muito positivo e edificante, e por isso mesmo que a letra desta música seja um pouco suave, o coro instrumental está lá para celebrar a felicidade e a euforia dos bons tempos perdidos."[16]
- Turn My Heart to Stone: "De volta ao dia, tive uma tendência a me apaixonar pelas pessoas que eram muito desafiadoras para se relacionar. Mas a verdade era que eu adorava o fogo e o drama. A música está refletindo sobre uma dessas situações. Sobre estar com alguém que é ruim para você, que drena você e machuca você, mas ao mesmo tempo, é tão bom. Sim, sei que está errado e que você deve sair disso o mais rápido possível, mas você não pode acordar do sonho que você se seduziu e deixa-la ir, mesmo que você queira ser forte."[17][16]
- Linking With You: "A canção é sobre ter uma queda por alguém, mas você está tentando esconder isso. Você quer "jogar o jogo certo" e que seja legal... mas a verdade é que você está doente e está olhando seu telefone a cada 10 segundos, esperando que o amante dos seus sonhos tenha escrito mensagens. Eu sempre estou obcecada por jogar o jogo certo e ser fria, mas acho que eu sou uma merda nisso."[18]
- BB: "Eu escrevi essa música em 2014. Enquanto eu estava sozinha hospedada em uma pousada na ilha de Bornholm. É uma canção desonesta que eu fiz para o meu namorado no momento em que ele terminasse comigo. Foi apenas no início do nosso relacionamento e eu estava tão apaixonada, e mesmo que nunca tivesse lhe contado, esta era secretamente uma música que escrevi imaginando como eu me sentiria caso ele me abandonasse. Ele não terminou comigo, mas essa música ilustra como eu me sentiria, então eu não sinto que tenho que estar mais secretamente sobre esse fato - agora eu acho que é fofo que eu era um pequeno passarinho amado naquela época."[19][16]
- Run Away: "Meu amigo estava fazendo um pequeno filme refletindo sobre a nossa infância (nos conhecemos desde os 3 anos) e me pediu para fazer uma música para isso. Então eu escrevi essa, e trata-se de sonhar acordado nos subúrbios - sentindo-se ignorado pelos adultos em um mundo que você não entende, mas quer saber. Você está planejando fugir - procurando sua própria verdade e sonhos. Todo mundo sabe a quantidade de bravura necessária para isso, às vezes, atravessar e seguir o que está em seu coração e essa música é sobre isso, e sobre o desejo de se tornar você mesmo."[20]

## Lista de faixas
Créditos adaptados a partir do iTunes e TIDAL.
| N.º            | Título                   | Compositor(es)                                                                                  | Produtor(es)                   | Duração |  |
| 1.             | "Roots"                  | Karen Ørsted Nick Madsen Hasse Møller Adam Ashtiani                                             | MØ Vasco                       | 3:31    |  |
| 2.             | "When I Was Young"       | Ørsted Ronni Vindahl Daniel Mizhrahi James Allan Kristoffer Fogelmark Albin Nedler Grant Harris | Fogelmark Nedler Harris Mantra | 3:39    |  |
| 3.             | "Turn My Heart to Stone" | Ørsted Mads Kjaergaard Malthe Beck William Asingh                                               | Vera                           | 3:07    |  |
| 4.             | "Linking with You"       | Ørsted Rob Tailor Kenzie May Sam Manville Nick Madsen Asingh                                    | Vera Vasco FTSE                | 3:23    |  |
| 5.             | "BB"                     | Ørsted Madsen Asingh                                                                            | Vera Vasco                     | 3:22    |  |
| 6.             | "Run Away"               | Ørsted Madsen Fridolin Nordsø                                                                   | MØ Vasco Nordsø                | 3:05    |  |
| Duração total: | Duração total:           | Duração total:                                                                                  | Duração total:                 | 20:07   |  |

## Charts
| Chart (2017)          | Posição |
| --------------------- | ------- |
| Dinamarca (Hitlisten) | 8       |